# Hatě (železniční zastávka)
Hatě jsou železniční zastávka (dříve i nákladiště), která se nachází jižně od vsi Hatě (část obce Bečváry), ležící v katastrálním území Žíšov (část obce Vavřinec) v okrese Kolín ve Středočeském kraji. Zastávka je umístěna na neelektrizované jednokolejné trati Kolín – Ledečko.

## Popis
Nachází se zde jedno nástupiště a nádražní budova, která prošla v roce 2022 rekonstrukcí, ale vnitřní část není přístupná veřejnosti.[zdroj?] Je zde k dispozici lavička a zastřešený přístřešek pro cestující. V zastávce není možnost zakoupení jízdenky. To je možné přímo ve vlaku nebo pomocí online aplikací. Stanice nemá bezbariérový přístup.